# Liste von Schiffen mit dem Namen Belvedere
Belvedere ist mehrfach als Name von Schiffen genutzt worden bzw. wird als solcher genutzt. Der Name stammt aus dem Italienischen und bedeutet wörtlich „schöne Aussicht“. Er ist ursprünglich ein Begriff der Architekturgeschichte, der ein Gebäude oder einen Gebäudeteil bezeichnet, das angelegt ist, um einen schönen und weiten Ausblick zu ermöglichen, hier gebraucht im Sinne der schönen Aussicht von einem Schiff.

## Schiffsliste
| Bezeichnung | Schiffsart             | Klasse / Typ                 | Baujahr | Bauwerft                                           | Eigner                                                      | Dienstzeit | Verbleib | Bild |
| ----------- | ---------------------- | ---------------------------- | ------- | -------------------------------------------------- | ----------------------------------------------------------- | ---------- | --- | ---- |
| Belvedere   | Walfangschiff          | Auxiliarsegler               |         |                                                    |                                                             |            | |      |
| Belvedere   | Klärschlammtransporter | Dampfschiff                  | 1892    | Naval Con. & Arm. Company, Barrow                  | London County Council                                       |            | |      |
| Belvedere   | Kombischiff            | Dampfschiff                  | 1913    | Cantiere Naval Tricantino, Monfalcone              | Cosulich Line, Trieste                                      | 1913–1944  | als Blockschiff Audacious versenkt                                                                              |      |
| Belvedere   | Frachtschiff           | Dampfschiff                  | 1922    | Harkess & Son, Ltd, Middlesbrough                  | O. Dorey & Sons Ltd, Guernsey                               | 1927–1940  | am 17. Dezember 1940 auf einer Reise von London zum Tyne mit Zement vor Southend auf Mine gelaufen und gesunken |      |
| Belvedere   | Stückgutfrachtschiff   |                              | 1934    | Burntisland Shipbuilding Company, Burntisland      |                                                             | 1957–1960  | 1960 in Nieuw Lekkerkerk verschrottet                                                                           |      |
| Belvedere   |                        | Motorschiff                  | 1953    | Moon Shipyard, Norfolk                             | C.G. Willis, Wilmington                                     |            | |      |
| Belvedere   | Stückgutfrachtschiff   |                              | 1954    | John Lewis and Sons, Aberdeen                      |                                                             | 1961–1965  | 1980 als Kaisis I in Limassol verschrottet                                                                      |      |
| Belvedere   | Tagesausflugsschiff    | Typ III verlängerte Variante | 1986    | Yachtwerft Berlin-Köpenick,                        | BWSG Berliner Wassersport- und Service GmbH Berlin-Köpenick |            | in Fahrt |      |
| Belvedere   | Tagesausflugsschiff    |                              | 2003    |                                                    | Stern und Kreisschiffahrt Berlin                            |            | in Fahrt |      |
| Belvedere   | Kabinenfahrgastschiff  |                              | 2005    | Nobiskrug, Rendsburg                               | Premicon AG in München / Transocean                         |            | in Fahrt |      |
| Belvedere   | Tagesausflugsschiff    |                              | 2006    | Schiffswerft Bolle GmbH Neuderben / Sachsen-Anhalt | Weisse Flotte Potsdam                                       |            | in Fahrt |      |